# Juan Eugenio Maggi
Juan Eugenio Maggi (Buenos Aires, 1903-ibidem, 1973) fue un ingeniero civil argentino que desempeñó como ministro de Transportes de su país entre 1952 y 1955, durante la presidencia de Juan Domingo Perón.

## Biografía
Estudió en la Universidad de Buenos Aires, donde militó en el radicalismo y se recibió de ingeniero civil en 1925. Trabajó en diversas empresas civiles en la construcción de puentes y caminos, y en la construcción de usinas generadoras de electricidad para cooperativas de localidades del interior argentino. Fue simpatizante del grupo radical disidente FORJA.
En 1933 fue ayudante técnico de Obras Sanitarias de la Nación, y posteriormente fue jefe de la sección electricidad e inspector general técnico de la Corporación de Transportes de la Ciudad de Buenos Aires.
Tras el golpe de Estado de 1943 fue nombrado ministro de Economía, Obras Públicas y Riego de la Provincia de Mendoza.
En 1946, ya durante la presidencia de Perón, fue nombrado director general de Centrales Eléctricas del Estado. Al año siguiente, cuando se reunieron las direcciones nacionales de Centrales Eléctricas del Estado y de Irrigaciones en la Dirección General de Agua y Energía Eléctrica (AyEE), fue el primer director nacional de esa empresa nacional. Desde ese puesto inició el plan de construcción de centrales hidroeléctricas que incluiría las centrales hidroeléctricas Escaba, El Nihuil, Los Quiroga, tres pequeñas centrales en la provincia de Catamarca, además del conjunto de las grandes centrales de las provincias de Córdoba, Río Negro y Neuquén. Entre 1943 y 1952, la potencia instalada de toda la energía hidroeléctrica en la Argentina era de 45 000 kilovatios, la cual en 1952 había aumentado a 350 000 kilovatios. Desde 1947 presidió la Comisión Técnica Mixta Argentino-Uruguaya para el estudio del aprovechamiento del Salto Grande, primer antecedente de la actual central hidroeléctrica binacional de Salto Grande.
En 1949 fue subsecretario de Industria de la Nación, pasando en 1950 a ser subsecretario de Minería, cargo que reunió al de vicepresidente de las Empresas Nacionales de Energía. y también fue uno de los promotores de la explotación de carbón mineral en Río Turbio.
En 1952 fue nombrado ministro de Transportes de la Nación. Desde su cargo reorganizó por completo el sistema de los ferrocarriles argentinos tras su nacionalización, en la cual había participado. También fue el responsable de terminar de adaptar a las necesidades argentinas la Flota Mercante del Estado y la Flota Argentina de Navegación de Ultramar.
Dejó su cargo durante la crisis que siguió al bombardeo de Plaza de Mayo de 1955, y pasó a la actividad privada, sin alejarse del todo del peronismo. Falleció en Buenos Aires en 1973.
La central N.º 1 del complejo hidroeléctrico El Nihuil y una escuela del departamento Calamuchita, en la provincia de Córdoba, llevan el nombre del ingeniero Juan Eugenio Maggi.